# 러버더키
러버더키는 지아, 써니로 구성된 대한민국의 걸밴드이다.
Lover 가 아닌 Rubber, 즉 고무 오리라는 뜻으로 물에 뜬다.

## 멤버

### 현재 멤버
- 지아: 리더, 기타, 보컬
- 써니: 드럼

### 전 멤버
- 배미: 베이스, 보컬
- 배키: 드럼, 보컬

## 앨범
- I Am A Single (비정규)
- 고맙다 수원
- 미운오리 이야기
- Come on (디지털 싱글)